# Hindoriā
Hindoriā är en ort i Indien.   Den ligger i distriktet Damoh och delstaten Madhya Pradesh, i den centrala delen av landet, 600 km söder om huvudstaden New Delhi. Hindoriā ligger 370 meter över havet och antalet invånare är 15 142.
Terrängen runt Hindoriā är platt. Runt Hindoriā är det ganska tätbefolkat, med 144 invånare per kvadratkilometer. Närmaste större samhälle är Damoh, 15,0 km sydväst om Hindoriā. I omgivningarna runt Hindoriā växer huvudsakligen savannskog.